# Wolf Krisch
Wolfram Krisch (* 15. März 1934 in São Paulo, Brasilien) ist ein deutscher Unternehmer und Politiker (REP). Er war von 1992 bis 2001 Abgeordneter im Landtag von Baden-Württemberg.

## Leben
Wolf Krisch machte von 1948 bis 1952 eine Lehre als Mechaniker. Danach war er als Facharbeiter und Technischer Zeichner in Stuttgart tätig. Es folgte von 1953 bis 1958 ein Studium an der Staatlichen Ingenieurs-Schule Esslingen in dem Bereich Maschinenbau. Anschließend studierte er bis 1960 mit einem Stipendium an der Universität Glasgow Flugzeugbau. Von 1961 bis 1962 war er beruflich in den USA und bis 1971 sieben Jahre in Japan und Fernost. 1973 folgte ein Studium an der Universität Harvard (AMP66). Seit 1972 ist er als selbständiger Unternehmer tätig (Vertrieb von Pneumatiksystemen und Hydrauliksystemen Stand 2008).
Wolf Krisch war von 1967 bis 1983 Mitglied der SPD. Nach seinem Austritt war er 1983 Gründungsmitglied der Republikaner (REP) und von 1983 bis 1987 Mitglied im REP-Landesvorstand und im Landespräsidium. Zudem war er REP-Kreisvorsitzender im Kreisverband Ludwigsburg. Von 1989 bis 1992 war er Mitglied im Gemeinderat von Ludwigsburg sowie von 1989 bis 1994 im Kreistag von Ludwigsburg. Von 1994 bis 1996 war er Mitglied der Regionalversammlung im Verband Region Stuttgart. Im Landtag von Baden-Württemberg war Krisch über ein Zweitmandat im Wahlkreis Ludwigsburg vom 29. April 1992 bis 31. Mai 2001 als Abgeordneter tätig.